# Netscape

Sigla Netscape

Netscape Communications (cunoscută anterior ca Netscape Communications Corporation și numită de obicei doar Netscape) a fost o companie americană ce oferă servicii pentru computer (internet, telecomunicații, software). A fost fondată în 1994. A fost cel mai notabilă pentru browserul său Netscape Navigator. Inițial a fost o ramură a Mosaic Communications Corporation care a fost fondată la Centrul National pentru aplicații de procesare rapidă (NCSA) în campusul University of Illinois at Urbana-Champaign. Înainte ca Netscape să fie achiziționată de America Online (AOL) în 1998, sediul central se afla în Mountain View, California.